# Маквангвала
Маквангва́ла (англ. Makwangwala) — традиційна громада у складі дистрикту Нтчеу Центрального регіону Малаві.
Населення — 87215 осіб (2018).